# Chris Tallman
Chris Tallman, né le 22 septembre 1970 est un acteur et scénariste américain à Madison, originaire du Wisconsin.

## Biographie
Il a créé la série Time Belt en 2003.
Il a joué Hank Thunderman dans la série Les Thunderman au côté de Rosa Blasi, Kira Kosarin, Jack Griffo et Addison Riecke.
Il a aussi participé à Dr House

## Filmographie

### Cinéma
- 2006 : Armageddon for Andy de Marc Dworkin et Eugene Lehnert : Bert la Tortue
- 2006 : Rescue Dawn de Werner Herzog : le DJ
- 2007 : Alerte à Miami : Reno 911 ! de Robert Ben Garant : l'expert en alligators
- 2021 : Overrun (en) de Josh Tessier : Détective James Walsh
- 2024 : Le Retour des Thunderman (en) de Trevor Kirschner : Hank

### Séries télévisées
- 1997 - 1998 : Comic Cabana : Les Bert Fershner
- 1998 : Spin City : le videur (saison 2, épisode 17)
- 1999 : Diagnostic : Meurtre : Andy Baxter (saison 7, épisode 1)
- 1999 : Angel : Nick (saison 1, épisode 7)
- 1999 : Frank Leaves for the Orient (en) : Ed (saison 1, épisodes 1 & 3)
- 2000 : Battle of the Sitcoms : le vendeur
- 2003 - 2004 : Time Belt : Dr. Daniel Bloom
- 2004 : Les Quintuplés : Josh (saison 1, épisode 19)
- 2006 : Emily's Reasons Why Not (en) : l'ouvrier forain (saison 1, épisode 1)
- 2006 : Dr House : Vince (saison 2, épisode 24)
- 2007 : Un gars du Queens : Bill (saison 9, épisode 9)
- 2007 : Halfway Home (en) : Victor Galaxy (saison 1, épisode 9)
- 2007 : American Body Shop (en) : Dr. Gunterman (saison 1, épisode 7)
- 2007 : Back to You (en) : Officier Pete Thurston (saison 1, épisode 2)
- Mentalist (S01E18)
- Parks and Recreation
- Buffy contre les vampires
- How I Met Your Mother
- Frank TV
- 2013-2018 : Les Thunderman : Hank Thunderman